# Sân bay Nkongsamba
Sân bay Nkongsamba (IATA: NKS, ICAO: FKAN) là một sân bay ở Nkongsamba, Cameroon.